# Ælfflæd (filla d'Offa de Mèrcia)
Ælfflæd era filla d'Offa de Mèrcia i Cynethryth. Podria haver sigut testimoni en una carta de privilegi anglosaxona amb son pare, sa mare i el seu germà Ecgfrith en els anys 770. Se sap que va ser testimoni en una altra carta en l'any 787 amb sa mare, son pare, el seu germà i dues germanes; en eixe document es descrita com virgo - fadrina. És possible que fora la filla d'Offa l'oferiment de la qual en matrimoni a Carles el Jove va provocar una disputa entre Carlemany i Offa sobre el 789-790. El 29 de setembre del 792 es va casar amb Æthelred I de Northumbria a Catterick. En eixe moment es descrita com a reina, per la qual cosa alguns historiadors suggereixen que s'havia casat prèviament amb un rei, possiblement amb un dels predecessors d'Æthelred.